# Asociación por la Tributación de las Transacciones Financieras y la Acción Ciudadana
La Asociación por la Tributación de las Transacciones Financieras y la Acción Ciudadana (Attac) es un movimiento internacional altermundista que promueve el control democrático de los mercados financieros y las instituciones encargadas de su control mediante la reflexión política y la movilización social, y en particular promueve un impuesto a las transacciones financieras.
Nacido en Francia en 1998, a la fecha está presente en 35 países, principalmente en Europa y el Mercosur, aunque también está implantada en África, Asia y Norteamérica.

## Historia

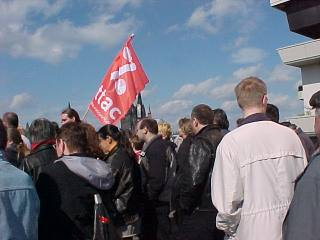
Activistas de Attac frente de la catedral, en Colonia, Alemania.

Attac se creó en Francia en 1998 como grupo de presión a favor de la introducción de una tasa a las transacciones financieras internacionales (conocida popularmente como tasa Tobin) que permitiera restringir la volatilidad de los mercados de capitales. En diciembre del 1997, en plena crisis financiera asiática, Ignacio Ramonet había escrito un editorial para Le Monde diplomatique en el que promovía la aplicación de esta tasa (además de la supresión de los paraísos fiscales y el aumento de la fiscalidad a las rentas del capital) y la creación de un grupo de presión que actuase públicamente en pro de la misma. En ese texto denunciaba que la globalización había construido su propio «Estado», con su aparato, redes de influencia y medios de acción completamente independientes de la sociedad, y que actuaba desestructurando las economías nacionales, despreciando los principios democráticos, presionando a los Estados, exigiendo en fin más y más beneficios; todo ello aumentando la inseguridad y las desigualdades sociales.
Así, el 3 de junio se fundaba Attac, con la participación de numerosos miembros de la izquierda francesa.

### Actividad

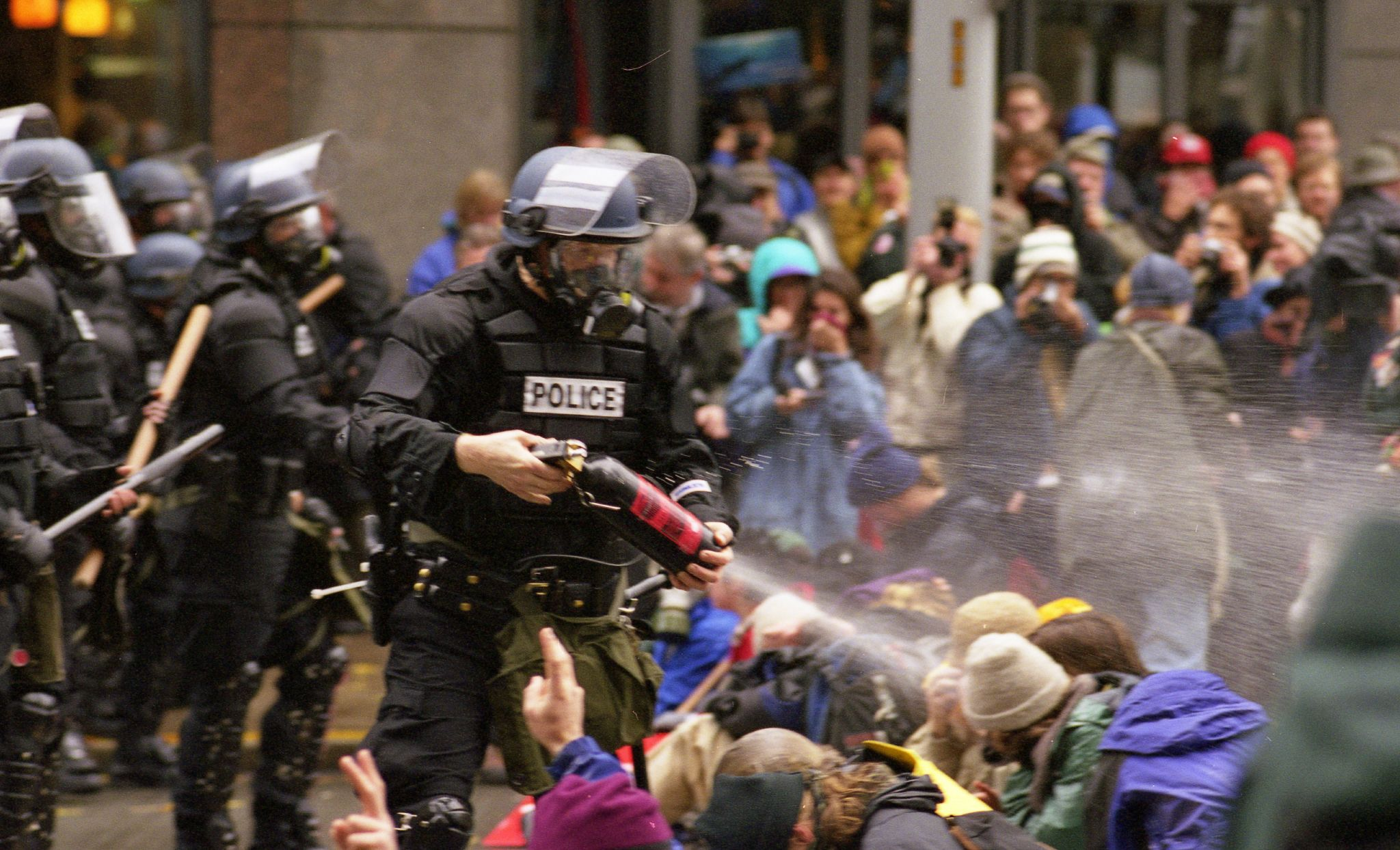
Enfrentamientos entre manifestantes y policías en Seattle en 1999.

Miembros de Attac participaron en la creación de iniciativas como el Foro Social Mundial en 2001 y el Foro Social Europeo en 2002.
Además, participa activamente en las manifestaciones antiglobalización que se celebran en torno de las grandes reuniones internacionales de poder: G8 (contracumbre del G8 en Génova del 2001), G20, OMC (contracumbre de Seattle en 1999), FMI, Banco Mundial (manifestaciones en Barcelona en 2001), Foro de Davos, etc.
Fue una de las principales organizaciones que militaron por el «no» en el plebiscito organizado en Francia en 2005 sobre la firma de dicho país al Tratado por el que se establece una Constitución para Europa (comúnmente conocido como Constitución de la Unión Europea), que finalmente no salió adelante.

## Principios
Attac sostiene que las corporaciones y empresas transnacionales y los grupos de presión que acatan y apoyan las decisiones de estas entidades transnacionales han contribuido significativamente a reducir el poder del que disponen los electorados nacionales sobre las economías propias y de sus países, no estando así al servicio del interés público y de los ciudadanos. Para revertir esta tendencia, proponen —entre otras medidas— el control de los mercados financieros, de las agencias de calificación, un impuesto a las transacciones financieras (o tasa Tobin), la supresión de los paraísos fiscales y la condonación de la deuda externa de los países del tercer mundo.
Aunque Attac es altamente crítica con los procesos de globalización que denomina «neoliberalismo», se define como un grupo antiglobalización, o también dicho como altermundista, puesto que defiende una política de globalización en la que los países menos favorecidos puedan acceder a la regulación de los intercambios en la misma medida que oligopolios y los grandes centros del capital internacional. Attac descarta el uso de la violencia en cualquiera de sus formas para alcanzar sus objetivos, por ello ha sido una de las organizaciones promotoras en la lucha contra la guerra.
Así, según los estatutos de Attac España:

Los objetivos primordiales de ATTAC —entre ellos la reivindicación de establecer un impuesto a las transacciones financieras destinado a obtener fondos de ayuda a la ciudadanía— persiguen organizar a la sociedad civil para poner freno a la dictadura de los poderes económicos, ejercida a través de los mecanismos de mercado. Una tarea a escala internacional que exige organizarse localmente para actuar a escala local y global.

Las señas de identidad de ATTAC, que constituyen, al mismo tiempo, principios y normas fundamentales aplicables a todos los niveles
de la organización ATTAC España, son las siguientes:
A. ATTAC es un movimiento internacional de la ciudadanía, cuya actividad se dirige a evitar las indeseables consecuencias de una forma de globalización económica que se desenvuelve bajo la hegemonía del capital financiero y favorece la práctica de los especuladores, que provoca paro, pobreza y exclusión social.
B. Como movimiento de ciudadanas y ciudadanos, la organización asegura la participación responsable de todos sus asociados/as en igualdad de condiciones y sin privilegios de ninguna clase.
C. ATTAC España, es una asociación cívica —de naturaleza diferente a los partidos políticos, los sindicatos o las ONGs— para la reflexión política y el fortalecimiento de la sociedad frente a la creciente expansión e influencia del capital financiero.

### Miembros destacados
Destacan los presidentes de honor: Ignacio Ramonet, Bernard Cassen y Susan George.
Además podemos destacar a personalidades como:
-  Estados Unidos: Noam Chomsky.
-  Bélgica: Éric Toussaint.
-  España: Alberto Garzón, Vicenç Navarro, José Manuel Naredo, Arcadi Oliveres, Carlos Jiménez Villarejo, Daniel Raventós, Josian Barbosa Alemar, Juan Torres López.
-  Francia: Manu Chao, Chloé Frammery.

## Implantación y estructura

### En el mundo

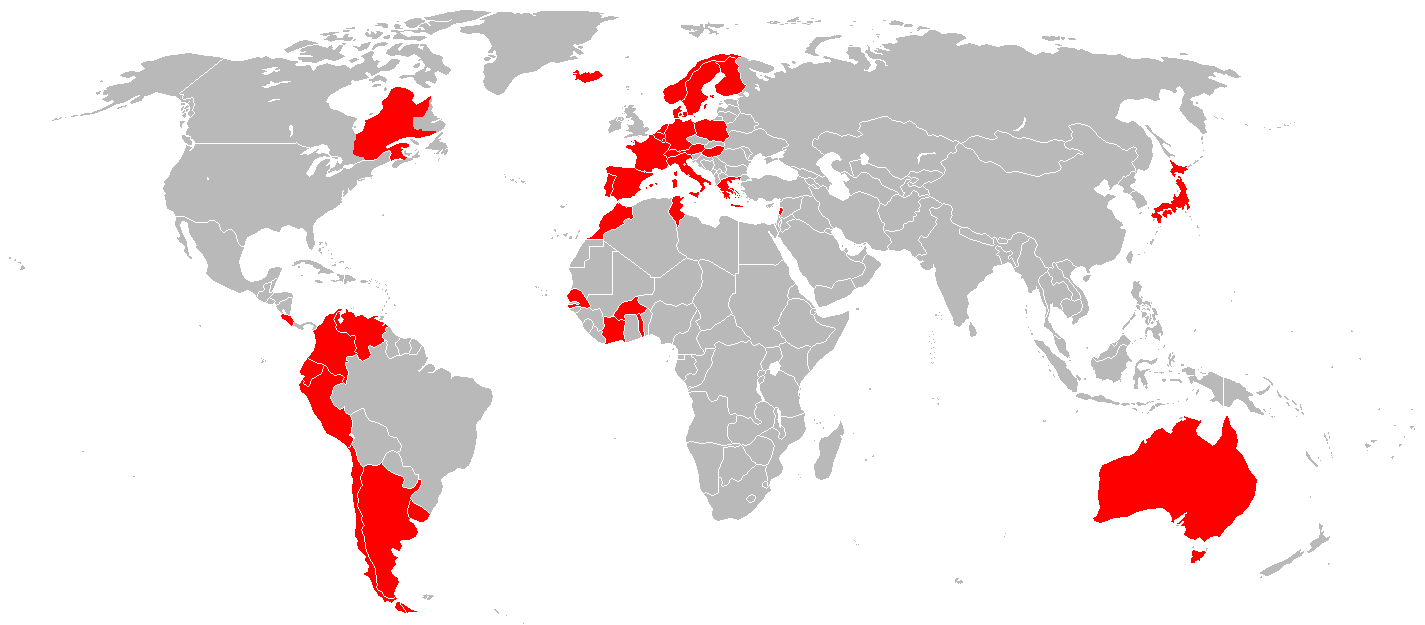
Territorios en los que Attac está presente.

Hoy está presente en la mayoría de los países de Europa Occidental y en un importante número de países africanos y sudamericanos con una plataforma ampliada, que incluye el control de las decisiones de la Organización Mundial del Comercio, de la Organización para la Cooperación y el Desarrollo Económico, el Fondo Monetario Internacional, el Grupo de los Ocho y otros organismos.

### Estructura
El funcionamiento de Attac es descentralizado; las organizaciones locales gestionan su propia agenda, organizando encuentros, conferencias y publicaciones. De acuerdo a la situación política y a las acciones y presiones de los grupos neoliberales, las acciones se estructuran de manera variable. El objetivo central es, en todos los casos, la formación ciudadana para permitir la oposición inteligente e instruida a la hegemonía de la economía neoliberal.

## Críticas
Las políticas económicas promovidas por Attac han sido severamente criticadas por miembros de organizaciones internacionales y economistas de ideología liberal, argumentando que constituirían una fórmula proteccionista hoy, según ellos, obsoleta y reaccionaria.[cita requerida]

## En América del Sur
La agenda de los Attac de América del Sur se caracteriza además por incorporar la oposición al Área de Libre Comercio de las Américas (ALCA), así como a los Tratados de Libre Comercio bilaterales (TLC) —especialmente los celebrados con Estados Unidos—, toda vez que ello implica términos desventajosos para los países más débiles, la vulnerabilidad de las economías nacionales al permitir la libre circulación de capitales, y la cesión de soberanía al dejar la resolución de conflictos a instancias arbitrales extraterritoriales (como en el caso del CIADI, órgano dependiente del Grupo del Banco Mundial). También los distintos grupos de Attac en América del Sur han abordado diferentes aspectos de la deuda externa como problemática de sus países y que genera la dependencia de ellos al capital financiero concentrado en los países centrales del norte global. Una de las más recientes incorporaciones de temas de trabajo en los últimos años ha sido también las negociaciones de libre comercio en el ámbito de la Organización Mundial de Comercio (OMC) —temática que en Europa ya se venía trabajando con anterioridad—, y en torno al debate sobre alternativas de integración, tema particularmente militado en la región.
Existen grupos de Attac en Argentina, Bolivia, Brasil, Canadá, Costa Rica, Colombia, Chile, Ecuador, Perú, Uruguay y Venezuela. Estos grupos a su vez tienen contactos con otras organizaciones de Centroamérica y Norteamérica: Cuba, Estados Unidos o México, además de la red de Attac establecida alrededor del mundo.
En Argentina, el grupo local de Attac fue uno de los principales impulsores, junto con otras organizaciones sociales, de una Consulta Popular autogestionada en contra de la entrada de dicho país al ALCA, que se realizó en noviembre de 2003 en todo el país y que recolectó cerca de 2.300.000 votos por parte de la población. Esta acción de expresión popular -ya que la consulta fue no vinculante para el gobierno- fue coordinada conjuntamente con acciones similares en casi toda Latinoamérica mediante el establecimiento de una Campaña Continental contra el ALCA, impulsada principalmente por la Alianza Social Continental (ASC). Este tipo de acciones ayudaron a posibilitar un estancamiento de las negociaciones del ALCA desde fuera de los recintos oficiales hasta llegar a su definitiva paralización en la IV Cumbre de las Américas, realizada en la ciudad argentina de Mar del Plata en noviembre de 2005. En dicha ocasión, un espectro amplio de agrupaciones sociales organizaron en forma autónoma la III Cumbre de los Pueblos, dentro de las cuales Attac fue una de las entidades convocantes y organizadoras.
En julio de 2009, el movimiento Attac fue reconocido con el Premio Etnosur por su propuesta alternativa de modelo económico. El premio, como todos los años, fue una obra artística del artista catalán-almeriense Xavier de Torres.

## En Europa
En el año 2000, a partir de diversos Attac en el territorio español, se constituye la organización Attac España, como asociación de otros grupos locales, integrada a su vez en la Red Europea de Attac (European Attac Network —EAN—).
En España Attac participa y ha sido promotora de plataformas como ¡ITF YA! Plataforma por la Justicia Fiscal Plataforma contra la Privatización del Canal de Isabel II RAP (Red de Agua Pública) Plataforma por una Banca Pública, Plataforma contra los Fondos Buitre, Altersummit o Quorum Global.   
Attac España actualizó sus propuestas en su asamblea de 2019.
A sus objetivos tradicionales Attac España ha ido sumando otros como la temática medioambiental (por la relevancia de la irrupción del capitalismo financiero en la llamada economía ecológica), la defensa de la igualdad de género, o la creación en Naciones Unidas de un instrumento jurídicamente vinculante que obligue a las instituciones financieras internacionales y a las corporaciones transnacionales al cumplimiento de los Derechos Humanos y ambientales. Además se reafirma en la lucha por una Renta básica universal, y en la defensa de lo público. Sus propuestas se resumen en cinco epígrafes:
1. Una política al servicio de la ciudadanía.
2. Justicia fiscal y freno a la desregulación financiera.
3. Defensa de lo público, al servicio de las personas. Disminución de los privilegios.
4. Un comercio en el que las transnacionales no almacenen los derechos ciudadanos, la democracia y la sostenibilidad.
5. Un nuevo escenario medioambiental.

## Publicaciones
- 2004: ATTAC, libro-disco. UWE. El libro contiene textos de José Bové, Noam Chomsky, Ignacio Ramonet, José Saramago y Subcomandante Marcos, entre otros, y en el disco hay canciones interpretadas por Manu Chao, Orquesta Nacional de Barbés, Emir Kusturica, Femi Kuti, The Skatalites, Lee Scratch Perry, Idir, Salif Keïta, Grandaddy y Massive Attack, entre otros.
- 2011: Hay alternativas. Vicenç Navarro, Juan Torres López y Alberto Garzón. Editorial Sequitur y Attac España.[14]
- La crisis de las hipotecas basura. Attac España (2010).

### En España
- Attac España
  - Attac Castilla-La Mancha Archivado el 3 de diciembre de 2013 en Wayback Machine.
  - Attac Castilla y León
  - Attac Catalunya
  - Attac Madrid
  - Attac Mallorca
  - Attac Murcia
  - Attac País Valencià

### En Latinoamérica
- Attac Argentina
- Attac Chile
- Attac Venezuela

- Datos: Q118626
- Multimedia: ATTAC / Q118626